# Spišské Bystré
Spišské Bystré (allemand : Kuhbach) est un village de Slovaquie situé dans la région de Prešov.

## Histoire
Première mention écrite du village en 1294.

## Démographie

### Évolution de la population
| Année:               | 1994. | 2004.   | 2014.   | 2024.   |
| -------------------- | ----- | ------- | ------- | ------- |
| Nombre de personnes: | 2174  | 2391    | 2484    | 2480    |
| Différence:          |       | +9,98 % | +3,88 % | -0,16 % |

| Année:               | 2023. | 2024.   |
| -------------------- | ----- | ------- |
| Nombre de personnes: | 2485  | 2480    |
| Différence:          |       | -0,20 % |